# Critério do Dauphiné Libéré de 2009
A 61.ª edição do Critério do Dauphiné Libéré, disputada 7 e a 14 de junho de 2009, contou com um percurso de 1030 km distribuídos em oito etapas (duas delas contrarrelógio, uma curta e outra longa), com início em Nancy e final em Grenoble. A prova integrava-se no UCI ProTour desse ano, sendo a oitava carreira de dito calendário.
O ganhador final foi Alejandro Valverde. Acompanharam-lhe no pódio Cadel Evans (vencedor da classificação por pontos) e Alberto Contador, respectivamente.
Nas outras classificações secundárias impuseram-se Pierrick Fédrigo (montanha) e Astana (equipas).

## Equipas participantes
Tomaram parte na carreira 19 equipas: os 18 de categoria UCI ProTeam (ao ser obrigada sua participação); mais 1 de categoria Profissional Continental mediante convite da organização a organização (BMC Racing Team). As equipas participantes foram:
| - Ag2r-La Mondiale - Astana - Bbox Bouygues Telecom - BMC Racing Team - Caisse d'Epargne - Cofidis, le Crédit en Ligne | - Euskaltel-Euskadi - Française des Jeux - Fuji-Servetto - Garmin-Slipstream - Lampre-NGC - Liquigas - Quick Step | - Rabobank - Silence-Lotto - Team Columbia-High Road - Team Katusha - Team Milram - Team Saxo Bank |

## Etapas

### Etapa 1. 7 de junho de 2009.Nancy, 12,1 km (CRI)

#### Resumem
A primeira etapa foi uma contrarrelógio individual, maioritariamente plana, mas com uma cota de quarta categoria no quilómetro 3, a Côte du Haut-du-Lièvre. Três dos favoritos finais ocuparam as praças de pódium, beneficiando da melhora do tempo, após que Iván Gutiérrez liderasse a etapa durante praticamente uma hora.

#### Classificações
|   | Ciclista           | Equipa           | Tempo   |
| - | ------------------ | ---------------- | ------- |
| 1 | Cadel Evans        | Silence-Lotto    | 15' 36" |
| 2 | Alberto Contador   | Astana           | + 8"    |
| 3 | Alejandro Valverde | Caisse d'Epargne | + 23"   |
| 4 | Sébastien Rosseler | Quick Step       | + 33"   |
| 5 | Vincenzo Nibali    | Liquigas         | + 34"   |

|   | Ciclista           | Equipa           | Tempo   |
| - | ------------------ | ---------------- | ------- |
| 1 | Cadel Evans        | Silence-Lotto    | 15' 36" |
| 2 | Alberto Contador   | Astana           | + 8"    |
| 3 | Alejandro Valverde | Caisse d'Epargne | + 23"   |
| 4 | Sébastien Rosseler | Quick Step       | + 33"   |
| 5 | Vincenzo Nibali    | Liquigas         | + 34"   |

### Etapa 2. 8 de junho de 2009.Nancy-Dijon, 228 km

#### Resumem
Foi a etapa mais longa desta edição, com um percurso basicamente plano, com só duas cotas de quarta categoria a falta de 100 km para meta.
Um grupo de cinco ciclistas escaparam-se no primeiro quilómetro e conseguiram uma diferença de até seis minutos, mas foram neutralizados a falta de 6 km. A partir deste momento diferentes ciclistas tentaram evitar a vitória dos sprínters. David Millar quase conseguiu-o, mas os sprínters jogaram-se-lhe em cima na última recta. Angelo Furlan impôs-se a Marcus Zberg e Tom Boonen.

#### Classificações
|   | Ciclista       | Equipa             | Tempo     |
| - | -------------- | ------------------ | --------- |
| 1 | Angelo Furlan  | Lampre-N.G.C.      | 5h 35'04" |
| 2 | Markus Zberg   | BMC Racing         | m.t.      |
| 3 | Tom Boonen     | Quick Step         | m.t.      |
| 4 | Marco Bandiera | Lampre-NGC         | m.t.      |
| 5 | Marcel Sieberg | Columbia-High Road | m.t.      |

|   | Ciclista           | Equipa           | Tempo     |
| - | ------------------ | ---------------- | --------- |
| 1 | Cadel Evans        | Silence-Lotto    | 5h 50'40" |
| 2 | Alberto Contador   | Astana           | + 8"      |
| 3 | Alejandro Valverde | Caisse d'Epargne | + 23"     |
| 4 | Sébastien Rosseler | Quick Step       | + 33"     |
| 5 | Vincenzo Nibali    | Liquigas         | + 34"     |

### Etapa 3. 9 de junho de 2009.Tournus-Saint-Étienne, 182 km

#### Resumem
Nova etapa basicamente plana, com quatro pequenas cotas de quarta categoria, a última delas a 40 km da meta.
Um grupo de cinco ciclistas escapou-se no km 34 e conseguiram chegar à meta com mais de um minuto e meio com respeito ao grande grupo. Niki Terpstra ganhou o esprint e arrebatou-lhe o maillot amarelo a Cadel Evans.

#### Classificações
|   | Ciclista        | Equipa                      | Ciclista   |
| - | --------------- | --------------------------- | ---------- |
| 1 | Niki Terpstra   | Milram                      | 4h 32' 34" |
| 2 | Ludovic Turpin  | Ag2r-La Mondiale            | m.t.       |
| 3 | Yuri Trofímov   | Bbox Bouygues Telecom       | m.t.       |
| 4 | Rémi Pauriol    | Cofidis, le Crédit en Ligne | m.t.       |
| 5 | Iñigo Landaluze | Euskaltel-Euskadi           | m.t.       |

|   | Ciclista       | Equipa                      | Ciclista    |
| - | -------------- | --------------------------- | ----------- |
| 1 | Niki Terpstra  | Milram                      | 10h 23' 45" |
| 2 | Rémi Pauriol   | Cofidis, le Crédit en Ligne | + 26"       |
| 3 | Yuri Trofímov  | Bbox Bouygues Telecom       | + 27"       |
| 4 | Ludovic Turpin | Ag2r-La Mondiale            | + 36"       |
| 5 | Cadel Evans    | Silence-Lotto               | + 1' 01"    |

### Etapa 4.ª. 10 de junho de 2009.Bourg-lès-Valence-Valence, 42,4 km (CRI)

#### Resumem
Segunda contrarrelógio individual da presente edição, com uma pequena cota de quarta categoria no meio do percurso.

#### Classificações
|   | Ciclista         | Equipa             | Tempo   |
| - | ---------------- | ------------------ | ------- |
| 1 | Bert Grabsch     | Columbia-High Road | 51' 26" |
| 2 | Cadel Evans      | Silence-Lotto      | + 7"    |
| 3 | David Millar     | Garmin-Slipstream  | + 39"   |
| 4 | Frantisek Rabon  | Columbia-High Road | + 40"   |
| 5 | Alberto Contador | Astana             | + 52"   |

|   | Ciclista         | Equipa             | Tempo       |
| - | ---------------- | ------------------ | ----------- |
| 1 | Cadel Evans      | Silence-Lotto      | 11h 16' 19" |
| 2 | Alberto Contador | Astana             | + 45"       |
| 3 | Bert Grabsch     | Columbia-High Road | + 48"       |
| 4 | Frantisek Rabon  | Columbia-High Road | + 1' 07"    |
| 5 | David Millar     | Garmin-Slipstream  | + 1' 09"    |

### Etapa 5.ª. 11 de junho de 2009.Valence-Mont Ventoux, 154 km

#### Resumo
A primeira das quatro etapas de monataha, no que os ciclistas tinham que ascender o Monte Ventor, onde se situava a linha de meta. A primeira parte da etapa era plana com três cotas de quarta categoria e uma de terça.
Foi uma exibição de Alejandro Valverde no Mont Ventoux. A falta de 9 km e meio atacou ao grande grupo e conseguiu vantagem junto com o polaco Sylwester Szmyd. A vantagem não fez mais que aumentar e lhes permitiu se jogar a etapa. Alejandro Valverde seria o novo líder e por tal motivo cedeu a vitória de etapa a seu colega de fuga em agradecimento ao grande entendimento entre ambos.

#### Classificações
|   | Ciclista           | Equipa           | Tempo    |
| - | ------------------ | ---------------- | -------- |
| 1 | Sylwester Szmyd    | Liquigas         | 4h 5' 4" |
| 2 | Alejandro Valverde | Caisse d'Epargne | m.t.     |
| 3 | Haimar Zubeldia    | Astana           | + 1' 14" |
| 4 | Robert Gesink      | Rabobank         | + 1' 50" |
| 5 | Jakob Fuglsang     | Saxo Bank        | + 1' 59" |

|   | Ciclista           | Equipa            | Tempo       |
| - | ------------------ | ----------------- | ----------- |
| 1 | Alejandro Valverde | Caisse d'Epargne  | 15h 23' 17" |
| 2 | Cadel Evans        | Silence-Lotto     | + 16"       |
| 3 | Alberto Contador   | Astana            | + 1' 04"    |
| 4 | David Millar       | Garmin-Slipstream | + 1' 43"    |
| 5 | Haimar Zubeldia    | Astana            | + 2' 21"    |

### Etapa 6.ª. 12 de junho de 2009.Gap-Briançon, 106 km

#### Resumem
Etapa muito curta, com outro porto de categoria especial, o Col d'Izoard, a só 20 km a meta, em Briançon. A linha de chegada estava em ligeira subida.
Catorze ciclistas escaparam-se nos primeiros compases da etapa. Pierrick Fédrigo, Jurgen Van de Walle, Stéphane Goubert e Juan Manuel Gárate romperam o grupo na ascensão a.C.l d'Izoard. No descida uniu-se ao grupo Lars Bak. Fédrigo ganhou a etapa e Alejandro Valverde chegou junto a Cadel Evans, mantendo a camisola amarela.

#### Classificações
|   | Ciclista            | Equipa                | Tempo      |
| - | ------------------- | --------------------- | ---------- |
| 1 | Pierrick Fédrigo    | Bbox Bouygues Telecom | 2h 48' 17" |
| 2 | Jurgen Van de Walle | Quick Step            | + 4"       |
| 3 | Stéphane Goubert    | Ag2r-La Mondiale      | + 5"       |
| 4 | Juan Manuel Gárate  | Rabobank              | + 14"      |
| 5 | Lars Bak            | Team Saxo Bank        | + 25"      |

|   | Ciclista           | Equipa            | Tempo       |
| - | ------------------ | ----------------- | ----------- |
| 1 | Alejandro Valverde | Caisse d'Epargne  | 18h 15' 46" |
| 2 | Cadel Evans        | Silence-Lotto     | + 16"       |
| 3 | Alberto Contador   | Astana            | + 1' 04"    |
| 4 | Mikel Astarloza    | Euskaltel-Euskadi | + 1' 49"    |
| 5 | David Millar       | Garmin-Slipstream | + 1' 52"    |

### Etapa 7.ª. 13 de junho de 2009.Briançon-Saint-François-Longchamp, 157 km

#### Resumem
Etapa rainha com dois portos de categoria especial: o Galibier e a Croix de Fer, com a meta num porto de primeira categoria em Saint-François-Longchamp.
David Moncoutié ganhou a etapa em solitário. Por detrás Cadel Evans atacou sem descolar em nenhum momento a Alejandro Valverde. Alberto Contador, reservando para o Tour não atacou em nenhum momento, e finalmente perdeu 12" na meta.

#### Classificações
|   | Ciclista           | Equipa                      | Tempo      |
| - | ------------------ | --------------------------- | ---------- |
| 1 | David Moncoutié    | Cofidis, le Crédit en Ligne | 4h 44' 26" |
| 2 | Robert Gesink      | Rabobank                    | + 41"      |
| 3 | Cadel Evans        | Silence-Lotto               | m.t.       |
| 4 | Alejandro Valverde | Caisse d'Epargne            | m.t.       |
| 5 | Jakob Fuglsang     | Saxo Bank                   | + 53"      |

|   | Ciclista           | Equipa            | Tempo       |
| - | ------------------ | ----------------- | ----------- |
| 1 | Alejandro Valverde | Caisse d'Epargne  | 23h 00' 53" |
| 2 | Cadel Evans        | Silence-Lotto     | + 16"       |
| 3 | Alberto Contador   | Astana            | + 1' 18"    |
| 4 | Robert Gesink      | Rabobank          | + 2' 41"    |
| 5 | Mikel Astarloza    | Euskaltel-Euskadi | + 3' 40"    |

### Etapa 8.ª. 14 de junho de 2009.Faverges-Grenoble, 146 km

#### Resumem
Última etapa de montanha, com dois portos de terceira categoria e um de primeira a 27 km da linha de meta.
Stef Clement ganhou a etapa por adiante de seu colega de fuga Timothy Duggan. Evans voltou a tentar arrebatar-lhe os 16" que Valverde lhe tinha de vantagem, mas em nenhum momento conseguiu lhe descolar de roda.

#### Classificações
|   | Ciclista            | Equipa             | Tempo      |
| - | ------------------- | ------------------ | ---------- |
| 1 | Stef Clement        | Rabobank           | 3h 30' 17" |
| 2 | Timothy Duggan      | Garmin-Slipstream  | m.t.       |
| 3 | Sébastien Joly      | Française des Jeux | + 2"       |
| 4 | Adam Hansen         | Columbia-High Road | + 1' 31"   |
| 5 | Alexandre Kuchynski | Liquigas           | m.t.       |

|   | Ciclista           | Equipa            | Tempo       |
| - | ------------------ | ----------------- | ----------- |
| 1 | Alejandro Valverde | Caisse d'Epargne  | 26h 33' 15" |
| 2 | Cadel Evans        | Silence-Lotto     | + 16"       |
| 3 | Alberto Contador   | Astana            | + 1' 18"    |
| 4 | Robert Gesink      | Rabobank          | + 2' 41"    |
| 5 | Mikel Astarloza    | Euskaltel-Euskadi | + 3' 40"    |

## Classificações finais

### Classificação geral
| Posição | Ciclista            | Equipa             | Tempo       |
| ------- | ------------------- | ------------------ | ----------- |
|         | Alejandro Valverde  | Caisse d'Epargne   | 26h 33' 15" |
| 2       | Cadel Evans         | Silence-Lotto      | + 16"       |
| 3       | Alberto Contador    | Astana             | + 1' 18"    |
| 4       | Robert Gesink       | Rabobank           | + 2' 41"    |
| 5       | Mikel Astarloza     | Euskaltel-Euskadi  | + 3' 40"    |
| 6       | Jakob Fuglsang      | Saxo Bank          | + 4' 08"    |
| 7       | Vincenzo Nibali     | Liquigas           | + 4' 21"    |
| 8       | Haimar Zubeldia     | Astana             | + 5' 05"    |
| 9       | David Millar        | Garmin-Slipstream  | + 5' 28"    |
| 10      | Christophe Le Mével | Française des Jeux | + 6' 19"    |

### Classificação da montanha
| Posição | Ciclista           | Equipa                      | Pontos |
| ------- | ------------------ | --------------------------- | ------ |
|         | Pierrick Fédrigo   | Bbox Bouygues Telecom       | 111    |
| 2       | David Moncoutié    | Cofidis, le Crédit en Ligne | 88     |
| 3       | Juan Manuel Gárate | Rabobank                    | 71     |

### Classificação por pontos
| Posição | Ciclista           | Equipa           | Pontos |
| ------- | ------------------ | ---------------- | ------ |
|         | Cadel Evans        | Silence-Lotto    | 97     |
| 2       | Alberto Contador   | Astana           | 66     |
| 3       | Alejandro Valverde | Caisse d'Epargne | 59     |

### Classificação por equipas
| Posição | Equipa           | Tempo       |
| ------- | ---------------- | ----------- |
|         | Astana           | 79h 58' 20" |
| 2       | Rabobank         | + 4' 41"    |
| 3       | Ag2r-La Mondiale | + 5' 56"    |

## Evolução das classificações
| Etapa (Vencedor)               | Classificação geral | Classificação da montanha | Classificação por pontos | Classificação por equipas |
| ------------------------------ | ------------------- | ------------------------- | ------------------------ | ------------------------- |
| 1.ª etapa (CRI) (Cadel Evans)  | Cadel Evans         | Cadel Evans               | Cadel Evans              | Silence-Lotto             |
| 2.ª etapa (Angelo Furlan)      | Cadel Evans         | Alexandre Pichot          | Cadel Evans              | Silence-Lotto             |
| 3.ª etapa (Niki Terpstra)      | Niki Terpstra       | Rémi Pauriol              | Niki Terpstra            | Milram                    |
| 4.ª etapa (CRI) (Bert Grabsch) | Cadel Evans         | Rémi Pauriol              | Cadel Evans              | Columbia-High Road        |
| 5.ª etapa (Sylwester Szmyd)    | Alejandro Valverde  | Sylwester Szmyd           | Cadel Evans              | Astana                    |
| 6.ª etapa (Pierrick Fédrigo)   | Alejandro Valverde  | Pierrick Fédrigo          | Cadel Evans              | Astana                    |
| 7.ª Etapa (David Moncoutié)    | Alejandro Valverde  | Pierrick Fédrigo          | Cadel Evans              | Astana                    |
| 8.ª etapa (Stef Clement)       | Alejandro Valverde  | Pierrick Fédrigo          | Cadel Evans              | Astana                    |
| Final                          | Alejandro Valverde  | Pierrick Fédrigo          | Cadel Evans              | Astana                    |